# Улица Попова (Дзержинск)
У́лица Попо́ва — улица в Прибрежном микрорайоне города Дзержинска. Протяжённость улицы с запада на восток составляет 2,4 км.

## История
На месте улицы располагались Выселки села Чёрного, основанные в 1862 году, одновременно с открытием Московско-Нижегородской железной дороги. В 1959 году улица Просвещенческая была переименована в честь русского физика и изобретателя Александра Степановича Попова (1859—1905), который в период с 1889 по 1898 год проживал с семьёй в Доме Цибина, вблизи от современной улицы. Память об этом увековечена мемориальной табличкой установленной на доме №5 по улице Окская набережная.

## Трасса
Улица проходит с запада на восток, соединяя улицу Фрунзе c улицей 1 Мая и Речным шоссе. Параллельно улице Попова на севере проходит улица Автомобильная, а на юге — Окская набережная.

## Примечательные здания и сооружения

#### Здание чернорецкой больницы (дом №16)
Кирпичное здание возведено на средства купца Петра Павловича Кузнецова в начале XX века — старейшее медицинское заведение города.
Первоначально больница была открыта в 1896, а в 1909 существенно перестроена и расширена. Первым заведующим больницы был Александр Саввович Пальмов. В годы Первой мировой войны функционировал лазарет для раненых на полях сражений.
С сентября 1958 в его стенах размещается Дзержинский противотуберкулезный диспансер. Зданию присвоен статус памятника истории местного значения.

#### Храм в честь Преподобного Сергия Радонежского (дом №12 литера А)
Заложен 25 декабря 2010 и освящён 21 октября 2012 года.

#### Жилой дом №36
В рамках художественного проекта входные группы дома были расписаны граффити с изображением мировых достопримечательностей, таких как: Тауэрский мост, Эйфелева башня, Храм Василия Блаженного, Нижегородский кремль, Дворцовый мост и замок «Ласточкино гнездо».

## Памятники и мемориальные доски

### Памятники и скульптуры
- Сергию Радонежскому (2015, бронзовая скульптура на постаменте из гранита, располагается на территории Храма в честь преподобного Сергия Радонежского)[10].

## Транспорт
Общественный транспорт на улице представлен маршрутами автобусного сообщения: автобусы №8 и 28; маршрутное такси т1.